# Andrzej Trzos-Rastawiecki
Andrzej Trzos-Rastawiecki (Lwów, 1933. június 23. – 2019. április 2.) lengyel filmrendező, forgatókönyvíró.

## Életútja
1933. június 23-án született az akkor Lengyelországhoz tartozó Lwówban. A Krakkó Műszaki Főiskolán, majd Łódźban a Lengyel Nemzeti Film-, Televízió- és Színművészeti Főiskolán diplomázott filmrendezői szakon.

## Filmjei

### Dokumentumfilmek
- Biblioteka współczesna (1963, forgatókönyvíró)
- Po prostu zwykli ludzie... (1964, rendező, forgatókönyvíró)
- Pawiak (1966, rendező, forgatókönyvíró)
- Przechodnie (1966, rendező, forgatókönyvíró)
- Korowód (1967, rendező, forgatókönyvíró)
- Godziny szczytu (1967, rendező, forgatókönyvíró)
- Koń a sprawa polska (1967, forgatókönyvíró)
- Michał (1968, rendező, forgatókönyvíró)
- Anna (1969, rendező, forgatókönyvíró)
- Rocznica (1969, rendező, forgatókönyvíró)
- Champion (1970, rendező, forgatókönyvíró)
- Śpiewa Krystyna Jamroz (1970, rendező)
- M – jak motoryzacja (1972, rendező)
- Pięciu z nas (1972, rendező, forgatókönyvíró)
- Enigma (1976, rendező, forgatókönyvíró)
- A-1 (1977, rendező)
- Pielgrzym  (1979, rendező)
- Papiez z Polski (1979, rendező, forgatókönyvíró)
- Kampucza (1981, rendező, forgatókönyvíró)
- Credo (1983, rendező)
- Lider (1990, rendező, forgatókönyvíró)
- Pułkownik Kukliński (1997, rendező, forgatókönyvíró)
- Konfrontacja (2005, rendező, forgatókönyvíró)
- Ballada o prawdziwym kłamstwie (2007, rendező, forgatókönyvíró)

### Játékfilmek
- Śmierć w środkowym pokoju (1965, tv-rövidfilm, rendező)
- Najlepszy kolega (1970, tv-rövidfilm, rendező)
- Tudósítás az alvilágból (Trąd) (1971, rendező)
- Gyilkosság leírása (Zapis zbrodni) (1974, rendező, forgatókönyvíró)
- Az elítélt (Skazany) (1976, rendező, forgatókönyvíró)
- A varsói polgármester (...Gdziekolwiek jesteś panie prezydencie...) (1978, rendező, forgatókönyvíró)
- ... jestem przeciw (1985, rendező, forgatókönyvíró)
- Po upadku (1989, rendező, forgatókönyvíró)
- Archiwista (1995, tv-sorozat, rendező, forgatókönyvíró)
- Marszałek Piłsudski (2001, tv-film, rendező, forgatókönyvíró)